# 소사촌 (효고현)
소사촌(曽左村)은 효고현 시키사이군·시카마군에 존재했던 촌이다. 1954년에 히메지시와 합병해 소멸하였다. 현재의 히메지시에 해당한다.

## 역사
- 1889년 4월 1일 - 정촌제 시행에 의해 시키사이군 소사촌이 성립하였다.
- 1896년 4월 1일 - 군 통합에 의해 시카마군이 성립하여 소속이 변경되었다.
- 1954년 7월 1일 - 오이치촌, 요베촌, 야기촌, 이토히키촌과 함께 히메지시에 편입되었기 때문에 소멸하였다.

## 참고문헌
- 大日本篤農家名鑑編纂所編『大日本篤農家名鑑』大日本篤農家名鑑編纂所、1910年
- 『姫路飾磨神崎紳士大鑑』姫路興信所、1924年